# Esteburg

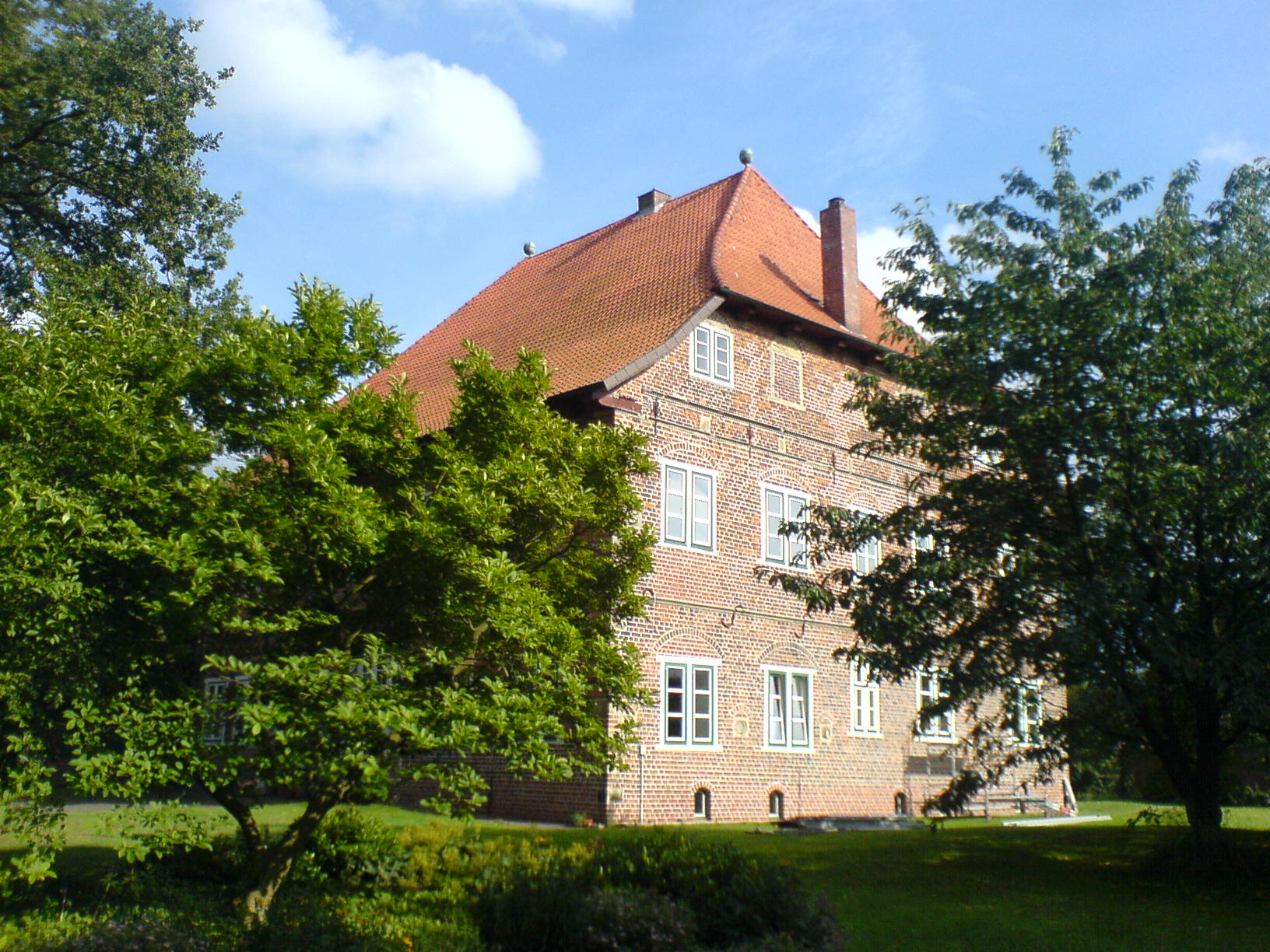
Die Esteburg in Jork, Blick auf das Haupthaus

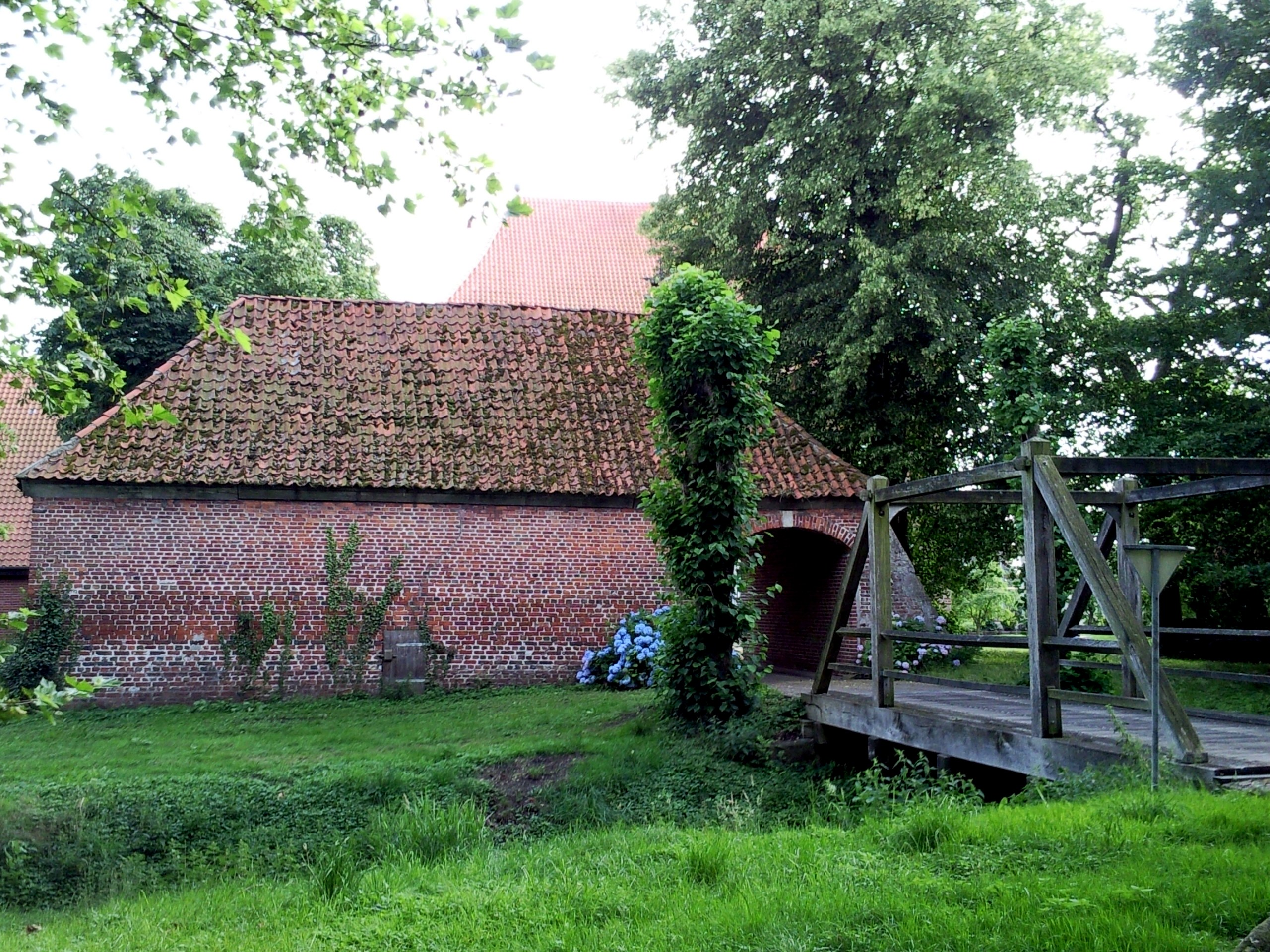
Das Torhaus der Esteburg wird vom Dach des Herrenhauses überragt

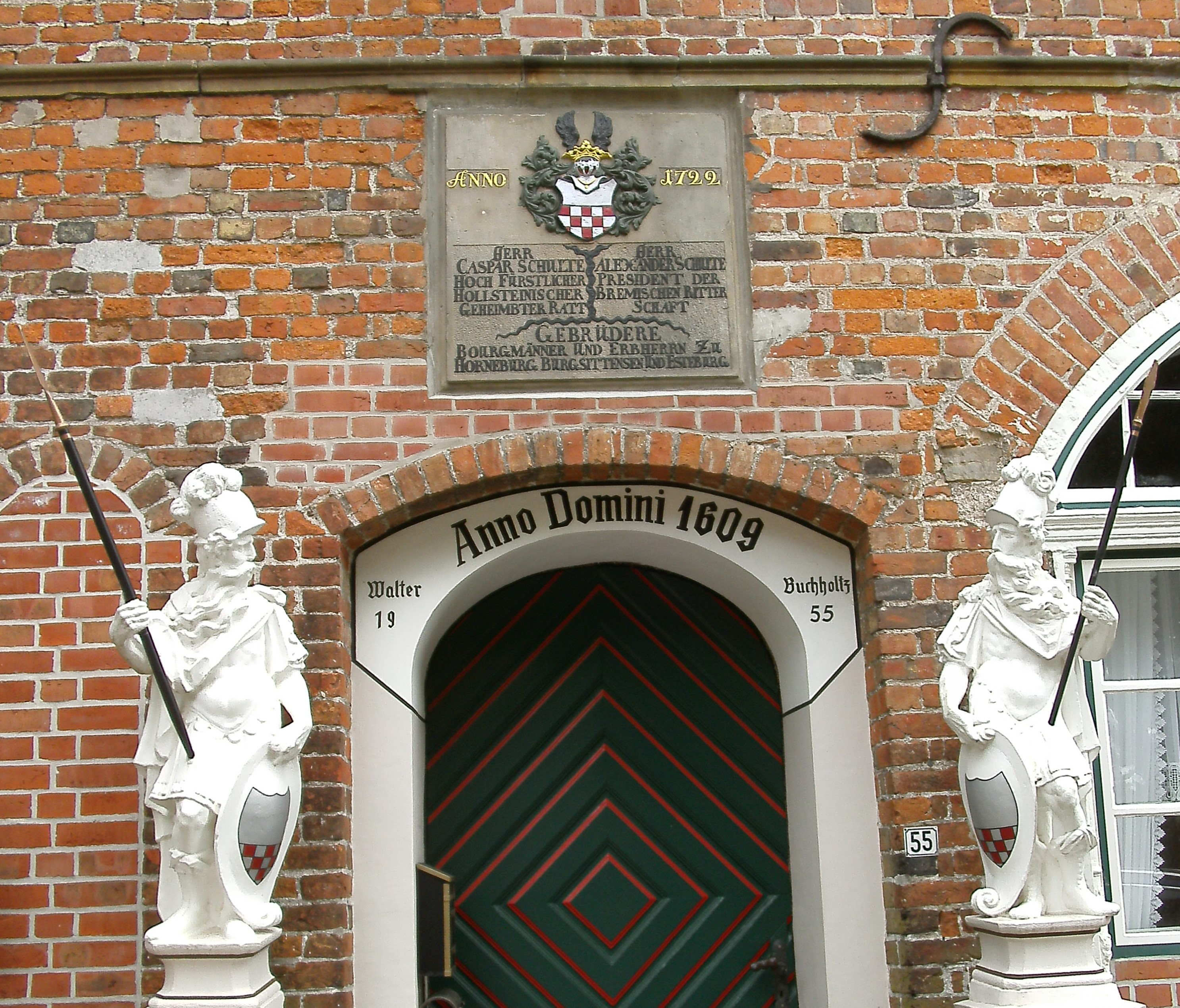
Inschrift über der Eingangstür des Herrenhauses für Caspar und Alexander Schulte, „Gebrüdere Bourgmänner und Erbherrn zu Horneburg, Burg Sittensen und Esteburg“

Die Esteburg ist ein ehemaliges Herrenhaus, das um 1610 im Jorker Ortsteil Moorende im niedersächsischen Landkreis Stade errichtet wurde. Die Anlage befand sich im Besitz der Burgmänner Schulte, die auch auf der Horneburg und der Burg zu Sittensen ansässig waren.

## Die Esteburg

### Baubeschreibung
Mit der Errichtung des heutigen Baus wurde 1607 begonnen. Die Gründungsarbeiten erwiesen aufgrund des moorigen Marschbodens als so aufwendig, dass diese am Ende ebenso teuer waren wie der eigentliche Bau selbst. Der Bauherr Diederich Schulte soll nach der Fertigstellung der Esteburg 1611 deshalb die Rechnungen verbrannt haben, damit seine Nachkommen über diese Kosten keine Kenntnis erlangten. Das Schloss entstand als begrenzt wehrhafter Bau auf einer von Wassergräben umgebenen Insel in unmittelbarer Nähe der Este, der Eingangsbereich wird bis in die Gegenwart von einem Torhaus geschützt.
Das Gebäude besteht aus zwei Gebäudekörpern; das eigentliche Haupthaus und einen daran angefügten Wirtschaftstrakt. Das kubische Wohnhaus ist ein zweigeschossiger Bau aus Backstein, der von einem hohen Krüppelwalmdach bedeckt wird. Das Gebäude vom Beginn des 17. Jahrhunderts birgt in sich typische Gestaltungselemente der Weserrenaissance, womit es zu deren nördlichsten Werken zählt. Auffällig ist die wiederholte Darstellung von skulptierten Feldschlangen, deren Mündungstrichter mehrfach aus den Fassaden hervorschauen und dem Gebäude eine scheinbare Wehrhaftigkeit vermitteln. Das Herrenhaus wurde im Laufe der Jahrhunderte mehrfach umgebaut, wovon Spuren im Mauerwerk zeugen. Das heutige Portal mit zwei Kriegerstatuen und einer Inschriftenplatte stammt von 1722. An das Haupthaus schließt sich ein nach Osten gerichteter Wirtschaftsflügel an, der im Stil Altländer Bauernhäuser gestaltet war und über ein tiefes Reetdach verfügte. Die östliche, abschließende Fachwerkfassade war reich verziert und auf einen Wirtschaftshof gerichtet. Der Trakt wurde nach 1967 abgetragen und durch einen moderneren Wirtschaftsflügel ersetzt, der in seinen Dimensionen an den Vorgängerbau angelehnt ist.

### Gegenwart
Die Esteburg befindet sich in Privatbesitz der Familie Ehlers. Das Baudenkmal ist nur von außen zu besichtigen. Auf dem Gelände des einstigen Hofs befindet sich die Obstbauversuchsanstalt Jork, die auf den gepachteten Nutzflächen wissenschaftliche Versuche durchführt und landwirtschaftliche Beratung für den Obstbau erbringt.